# Ashford (Surrey)
Ashford – miasto w Wielkiej Brytanii, w Anglii, w regionie South East England, w hrabstwie Surrey. W 2001 r. miasto to zamieszkiwało 25240 osób. Ashford jest wspomniana w Domesday Book (1086) jako Exeforde.
Z Ashford pochodzi Sarah Ayton, brytyjska żeglarka sportowa, dwukrotna mistrzyni olimpijska, dwukrotna mistrzyni świata.